# Избынь (платформа)
Избынь (бел. Ізбы́нь) — остановочный пункт Гомельского отделения Белорусской железной дороги в Хойникском районе Гомельской области Беларуси. Расположен в 2,5 км на юго-запад от деревни Избынь, в 5,7 км на север от деревни Партизанская, на линии Василевичи — Хойники, между остановочным пунктом Макановичи и остановочным пунктом Авраамовская.

## Расписание
Поезда соединяют Избынь с такими станциями и населёнными пунктами как Василевичи, Хойники, Гомель-Пасс..
Согласно расписанию, последняя электричка (пригородный поезд) отправляется в 23 ч 28 м до пункта назначения Хойники.  
Ближайшие станции и остановочные пункты Авраамовская, Макановичи. 

## Остановочные пункты
| Предыдущая станция | Белорусская железная дорога | Следующая станция |
| ------------------ | --------------------------- | ----------------- |
| Макановичи         | Василевичи — Хойники        | Авраамовская      |